# 八幡圭祐
八幡 圭祐（やはた けいすけ、1991年2月25日 - ）は、神奈川県出身のプロバスケットボール選手である。ポジションはガード。兄の八幡幸助もプロバスケットボール選手。

## 来歴
中学の時に新潟県へ転居し、本丸中学校でバスケットボールを始める。ニュージーランドのアラヌイ高校に留学し、プロリーグNBLのクライストチャーチ・クーガーズの練習生となる。
帰国後の2011年、リンク栃木ブレックスとデベロップメント契約を結び、TGI D-RISEに所属。
2012年、浜松・東三河フェニックスにドラフト外で入団。
2014年、アースフレンズ東京Zに加入。
2015年12月、新潟アルビレックスBBに選手兼通訳として加入。
2017-18シーズンから2シーズンは金沢武士団に所属。
2019-20シーズンから2シーズンはニュージーランド、オーストラリアでプレー。
2021-22シーズンは愛媛オレンジバイキングスに選手兼通訳として所属。

## 経歴
- アラヌイ高校 - クライストチャーチ・クーガーズ(練習生) - TGI D-RISE(2011年〜2012年) - 浜松(2012年〜2014年) - アースフレンズ東京Z（2014年〜2015年12月） - 新潟（2015年12月〜2017年） - 金沢（2017年〜2019年） - North Canterbury（ニュージーランド） - Big V league Sunbury jets（オーストラリア） - Atami（ニュージーランド） - 愛媛（2021年〜）